# Jötunsfell
Jötunsfell är ett berg i republiken Island. Det ligger i regionen Västlandet, 100 km norr om huvudstaden Reykjavík. Toppen på Jötunsfell är 766 meter över havet. Jötunsfell ingår i Ljósufjöll.
Trakten runt Jötunsfell är nära nog obefolkad, med mindre än två invånare per kvadratkilometer. Närmaste större samhälle är Stykkishólmur, omkring 14 kilometer norr om Jötunsfell. Trakten runt Jötunsfell består i huvudsak av gräsmarker.